# Dénes Piroska
Dénes Piroska (Túrkeve, 1932. május 22. – Békéscsaba, 2001. október) Jászai Mari-díjas és Aase-díjas magyar színésznő.

## Életpályája
1931. július 24-én született Túrkevén. Színészi diplomáját 1956-ban szerezte, a Színház- és Filmművészeti Főiskolán. Pályája 1957-től a szolnoki Szigligeti Színházban indult. 1958-tól egy évadot az egri Gárdonyi Géza Színházban töltött.1959-től volt békéscsabai színésznő. 42 évig volt a Békés Megyei Jókai Színház társulatának népszerű, vérbeli komikája, de drámai szerepeiben is emlékezetes alakításokat nyújtott. Számos városi és megyei elismerése, nívódíja mellé 1979-ben Jászai Mari-díjat, 1991-ben Aase-díjat kapott. Utoljára 1995 februárjában lépett színpadra  Strindberg: Az apa című drámájában. Utolsó szerepét – melyre Konter László igazgató kérte fel – betegsége miatt már nem tudta eljátszani (Gorkij: A nap fiai). 2001. október 24-én Békéscsabán, a Ligeti temetőben helyezték végső nyugalomra.

## Fontosabb színházi szerepei
- Georges Feydeau: Bolha a fülbe... Olympe Ferraillon
- Eisemann Mihály: Bástyasétány 77... Elvira
- Mikszáth Kálmán: A Noszty fiú esete Tóth Marival... Tóthné
- Bertolt Brecht – Kurt Weill: Koldusopera ... Polly; Peacockné
- George Bernard Shaw: Sosem lehet tudni... Dolly
- William Shakespeare: Szentivánéji álom... Hermia; Puck
- William Shakespeare: Hamlet... Színészkirályné
- Heltai Jenő: A néma levente... Nardella
- Gárdonyi Géza: A bor... Görbe Gáborné
- Nyikolaj Vasziljevics Gogol: Háztűznéző... Fjokla Ivanovna
- Makszim Gorkij: Éjjeli menedékhely... Kvasnya
- Örkény István: Forgatókönyv... Littkéné
- Németh László: Sámson... Vénasszony
- Ivan Stodola : Tea a szenátor úrnál... Kapusztáné
- Maurice Hennequin – Pierre Veber: Elvámolt éjszaka... Dupont asszony
- Aldo Nicolaj: Hárman a padon... Ambra
- Gábor Andor: Dollárpapa... Koltayné
- Osvaldo Dragun: Argentin szimfónia... Josefina
- Huszka Jenő: Lili bárónő... Agatha
- Szigligeti Ede: Liliomfi... Mariska
- Szirmai Albert – Bakonyi Károly: Mágnás Miska... Nagymama
- Presser Gábor – Horvát Péter – Sztevanovity Dusán: Padlás... Mamóka
- Agatha Christie: Eszményi gyilkos... Mrs. Warwick
- William Somerset Maugham – Nádas Gábor – Szenes Iván: Imádok férjhez menni... Montmorency kisasszony
- Jean Anouilh: Colombe... Georges-né
- Lengyel Menyhért: Róza néni... Török Róza
- Kodolányi János: Földindulás... Piókás szüle
- Móricz Zsigmond: Nem élhetek muzsikaszó nélkül... Pepi néni
- Kaló Flórián: Mai történet... özvegy Kovács Antalné
- Giulio Scarnacci – Renzo Tarabusi: Kaviár és lencse... Matilde
- Csiky Gergely: Kaviár... Brigitta
- August Strindberg: Az apa... Margret, a dada
- Abay Pál: Szeress belém... Gitta, Sándor rajongója
- Lehár Ferenc: A víg özvegy... Lolo
- Lehár Ferenc: A vándordiák... Borcsa néni

## Díjai, elismerései
- Jászai Mari-díj (1979)
- Aase-díj (1991)

## Filmek, tv
- Sztyepancsikovo falu és lakói (1986)
- Anyegin (1990)
- Senkiföldje (1993)